# Hilario Martínez Mira
Hilario Martínez Mira   (Aielo de Malferit, 6 de maig de 1905 - Barcelona, 3 d'agost de 1983) fou un boxador valencià, en actiu entre els anys 1922 i 1938. Combaté en 124 ocasions, amb 66 triomfs (21 per KO), 45 derrotes, 10 nuls i un combat sense resolució; dels dos combats restants es desconeix el desenllaç. Va ser campió d'Espanya en dues ocasions: en 1923 en pes lleuger i en 1934 en pes wèlter.

## Carrera esportiva

### Inicis a Barcelona, carrera internacional i primer campionat d'Espanya
Nascut a la població valenciana d'Aielo de Malferit, amb onze anys marxa a viure a Barcelona. A la capital catalana, ja en 1922, debuta amb el seu únic combat com a aficionat, que guanya per KO a Beltrán al segon assalt. Al mes, ja professional, venç el Trofeu del Parc en categoria de pes lleuger. En la tardor d'eixe any ja disputa vetllades de cert nivell, com la tinguda amb el campió d'Espanya Emilio Gil. També té un combat a Madrid contra el biscaí Solinis, al qual venç.
En els següents mesos, Martínez gaudeix d'una carrera fulgurant, amb una ràpida continuïtat de combats. La majoria són a Barcelona, i també en disputa a Madrid, Porto i Alger. El 8 de desembre de 1923 aconsegueix el campionat d'Espanya de pes lleuger a l'imposar-se a Gil, però no aconsegueix fer-se amb el campionat d'Europa al perdre amb el francès Lucien Vinez. Quant es compleixen els seus dos primers anys de carrera, el boxador ha sumat 16 victòries per només 3 derrotes (i cap per KO) i 2 nuls, i ja s'ha enfrontat als campions de Portugal o de Bèlgica. El febrer de 1925 és seleccionat per la Federació Espanyola de Boxa per representar l'Estat en un torneig internacional per dirimir el campió mundial de la categoria, però Martínez declinaria l'oferta.

### Etapa americana
Com altres boxadors del moment, es trasllada al continent americà per prosseguir la seua carrera. A l'agost de 1925 aplega a l'illa de Cuba. En l'any següent combat 14 vetllades entre L'Havana i l'estat de Florida, als EUA, amb un balanç positiu de 9 victòries, 4 derrotes i un nul.
A l'agost de 1926 s'instal·la a Nova York, capital mundial de la boxa en aquell temps. Martínez combat diverses lluites i debuta al Madison Square Garden, també a Boston, i retorna breument a l'Havana i Tampa (Florida). En aquesta època, l'objectiu del boxador valencià és obtindre el renom necessari per reptar al campió del món, per la qual cosa s'enfronta a rivals de major nivell, si bé finalment no arribaria a disputar cap combat pel títol. A més, la Federació Espanyola li retira el campionat d'Espanya per no atendre el repte que li va plantejar el català Tomàs Cola.
Al mes de juny de 1927 passa a la categoria de pes wèlter. Aquest estiu disputa vetllades amb previsió d'assolir el títol mundial, com Sammy Vogel, Sid Terris, Andi Divordi i a l'excampió del món Jack Britton, als quals venç. Són espectacles que reuneixen a milers d'espectadors en estadis poliesportius. Tanmteix, aquesta etapa estatunidenca es tanca amb la derrota contra Baby Joe Gans a Los Angeles.

### Retorn a Barcelona i a València, i disputa pel campionat del món
L'abril del 1928, Martínez surt de Nova York en direcció a París, i des de França es desplaçaria a Barcelona i a València. A les dues ciutats rebria diversos homenatges públics. Estant a Catalunya, pacta un combat pel títol mundial de pes wélter contra Joe Dundee a la Monumental de Barcelona. Figura cèlebre, el dia abans de la vetllada va presentar la comèdia Una aventura de Hilario Martínez, protagonitzada per ell mateix.
El combat contra Dundee va durar vuit assalts en el que l'aspirant va plantar cara al campió americà. Seria al cinquè assalt quan Dundée va obrir la cella de Martínez, i aquest, sagnant, només va poder resistir fins que uppercut va obligar a que el representant del valencià llancés la tovallola.

### La tornada a Amèrica
La derrota contra Dundee tindra repercussions en la seua carrera. Al retornar a Nova York a l'agost de 1928, ha davallat la seua reputació, i combat en escenaris i amb rivals de menor nivell que abans de la seua marxa a Europa. En els mesos següents, Martínez combat a Puerto Rico, l'Havana i a Mèxic; i en 1930 viatja a Buenos Aires, on disputa un parell de combats, i de nou a Cuba i a Mèxic. En aquest periple, el seu balanç és més igualat i alterna triomfs amb derrotes.
A l'any 1931 combat de nou a Florida. Posteriorment enceta una gira per Centreamèrica i el Carib, amb vetllades vers, entre d'altres, Carlos Dix, el campió porto-riqueny.

### De nou a Barcelona
Al mes d'agost de 1933, Martínez anuncia el seu retorn a Barcelona. Malgrat uns mals inicis, carregat de derrota, a l'any següent aconsegueix el campionat d'Espanya del pes wèlter al vèncer Martín Oroz; aquest provaria de recuperar el títol al setembre de 1935, però el combat conclou nul. Pedro Isasti també el reptaria, sense èxit. En desembre d'eixe any opta al títol europeu en una lluita contra l'alemany Gustav Eder que té lloc a Berlin, i que perd als punts. En març de 1936 perd el títol espanyol davant l'aspirant Miquel Tarré. Fins l'esclat de la Guerra Civil espanyola, Martínez ha sumat només 5 triomfs per 11 perduts, un nul i dos amb resultat desconegut.
Amb l'esclat bèl·lic, Martínez roman a la capital catalana i es posa a disposició del Comitè del Sindicat de Boxadors per si organitzen vetllades pugil·lístiques a benefici dels Hospitals de Sang o les Milícies Antifeixistes. En total disputa 8 combats entre 1938 i 1938. De l'abril d'eixe any és l'últim combat registrat de Martínez, que perd contra el basc Tito Arambillet.

## La retirada
Es desconeix el moment en què Hilario Martínez decideix retirar-se dels rings. El 2 de juny de 1943 la Federació Catalana de Boxa li va organitzar un combat d'homenatge. Més tard, va treballar com a professor de boxa per a l'Obra Sindical Educación y Descanso.
Va ser entrevistat per Manuel Summers per al documental Juguetes rotos (1966), el qual recuperava la memòria d'antigues celebritats que havien caigut en l'oblit.